# Lago Doiran
O lago Doiran (em em macedônio/macedónio:  Доjранско Езеро, em em grego:  Λίμνη Δοϊράνη, Límni Doïráni) é um lago da Macedónia do Norte e da Grécia.
Com área de 43,1 km2, comprimento de 8,9 km e largura de 7,1 km, é o terceiro maior lago da Macedónia do Norte, depois do lago Ohrid e do lago Prespa. Está classificado como sítio Ramsar desde 2007.
O lago estava na linha sul da frente da Macedónia durante a Primeira Guerra Mundial, e a sua costa sul tornou-se o local de várias batalhas entre tropas aliadas e tropas búlgaras em 1916, 1917 e 1918. Um monumento a uma das batalhas e dois cemitérios para as tropas gregas e britânicas estão numa colina apenas a algumas centenas de metros a sul do lago.

## Fauna endémica
- Alburnus macedonicus[3]